# Липські Романи
Липські Романи (Липськи та Романи) — колишнє село в Україні. Знаходиться в Овруцькому районі Житомирської області, за 28 км на північний схід від райцентру.

## Загальні дані
Вперше згадане 1899 року, до 1921 р. мало назву Романів. Населення у 1972 р. становило 189 осіб, було 69 дворів. Населення в 1981 році — 160 осіб. Діяли школа, клуб, бібліотека, фельдшерсько-акушерський пункт. Було центром сільської ради.
Виселено у 1986 році через радіоактивне забруднення внаслідок аварії на ЧАЕС. На момент виселення в селі проживало 150 чоловік. Зняте з обліку 14 листопада 1991 року Житомирською обласною радою.

## З історії

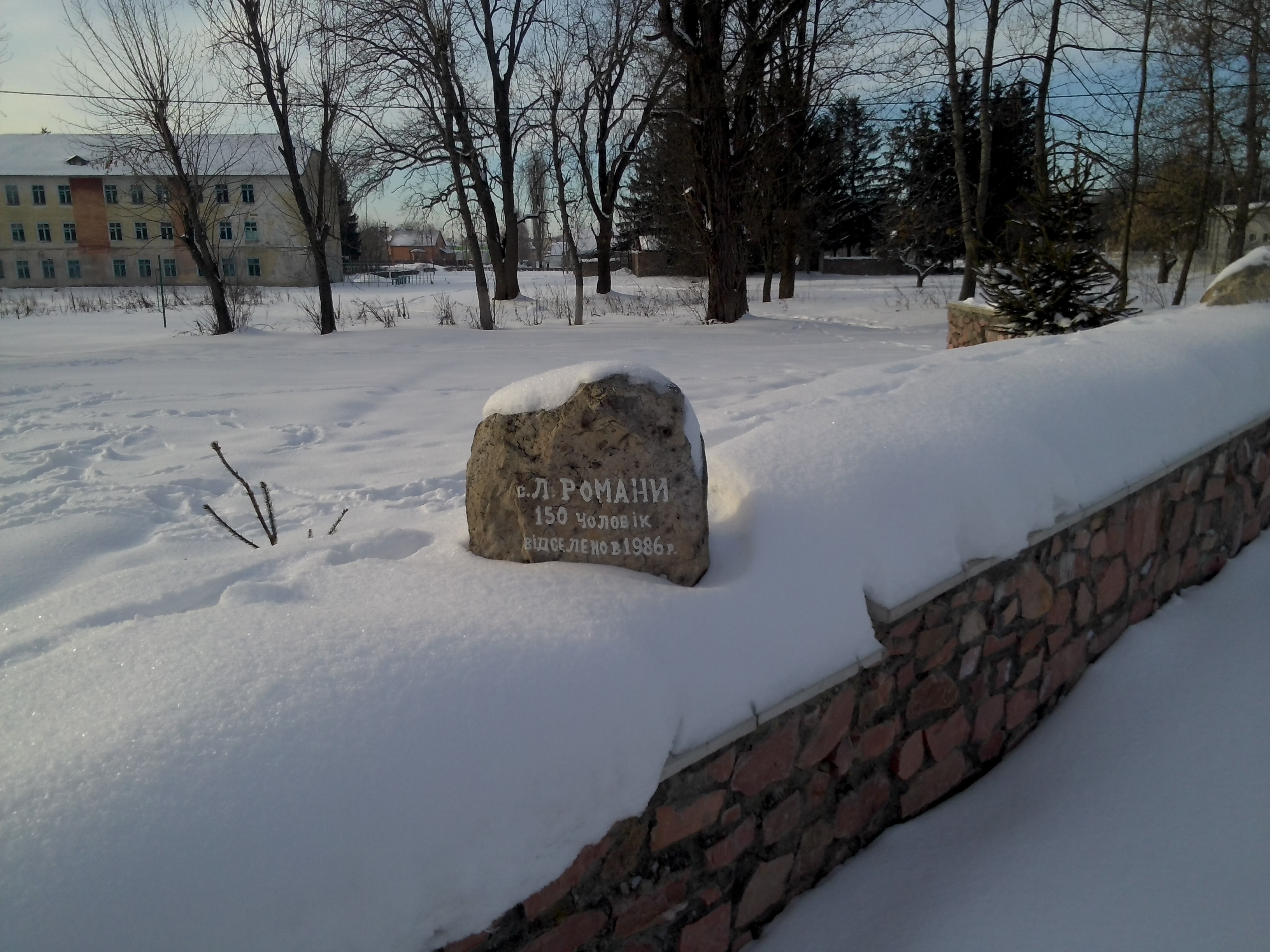
Камінь з назвою села та кількістю жителів у Овручі (монумент жертвам Чорнобильської трагедії та пам'яті відселеним селам району)

18 листопада 1921 р. під час Листопадового рейду через Липські Романи, повертаючись із походу, проходили залишки Волинської групи (командувач — Юрій Тютюнник) Армії Української Народної Республіки.
22 липня 1942 року нацистські окупанти частково спалили село, загинуло 17 жителів .